# Hirjuf
| H | Hr · r | x | w | f |

| H | Hr · r | x | w | f |

Hirjuf, Harjuf o Herjuf (circa 2300 a. C.) fue un alto funcionario egipcio y nomarca de Asuán, durante los reinados de los faraones Merenra I y Pepi II de la sexta dinastía. Natural y residente en Elefantina, llevó a cabo cuatro expediciones más allá de las fronteras del Antiguo Egipto, hasta la tercera catarata del Nilo; siendo, según él, el primero en explorar el país de Iam. Su actividad principal era el comercio con Nubia, forjar vínculos políticos con los líderes locales y preparar el terreno para la expansión egipcia en Nubia. Viajó una distancia considerable hasta una tierra llamada Iam, que probablemente corresponde a la llanura que se abre al sur de la actual Jartum, donde el Nilo Azul se une al Blanco. Sin embargo, Yoyotte mantiene que Iam se encuentra más al norte, en el desierto de Libia.
En su tumba figuran entre otros títulos los de Primero en la acción (ḥ3.tj-ˁ), Portador del Sello real, Sacerdote lector, Juez de Nejen, Conductor de caravanas, Consejero privado de todos los asuntos del Sur, Gobernador de todos los países del Sur, El favorito de su señor.  

## Expediciones
Están narradas en su tumba. Hizo grabar en cincuenta y ocho líneas lo que podría ser la primera autobiografía de una expedición, además de una lista de sus virtudes. Realizó tres viajes al sur durante el reinado de Merenra I y un cuarto con Pepi II en el trono, para abrir rutas comerciales a las caravanas de objetos de lujo como oro, marfil, incienso o ébano. Consiguió que los líderes tribales aceptasen la soberanía de los faraones, de modo que Egipto mantuvo en la zona una profunda influencia cultural durante siglos. Según escribió en su tumba, fue el primero en comerciar con Iam, y abrió rutas nuevas por el desierto para evitar a los salteadores de caravanas.

### Primer viaje
Merenra le envió, junto con su padre Iri, Único amigo y Sacerdote lector, a Iam, para explorar rutas comerciales. Regresó a los siete meses cargado de regalos.

### Segundo viaje
A la segunda expedición ya no fue su padre. Siguió el camino de Irjet, Mejer, Tererés, Irjeth en un viaje de ocho meses. Estuvo explorando la zona y volvió con gran cantidad de regalos que le entregaron los jefes de Irtjet y Setju.

### Tercer viaje
El tercer viaje fue una vez más a Iam partiendo de Uhet, y se encontró con que el jefe estaba guerreando en Temeh; lo siguió y lo apaciguó, por el bien del rey. Volvió con 300 asnos cargados con incienso, ébano, grano, panteras, marfil, y rebaños de bueyes y ovejas. El regreso lo hizo por la sierra de Irjet y Setju.

### Cuarto viaje
En el año 2 del rey Pepi II realizó un cuarto viaje, del que solo cuenta la misiva que el faraón le envió, agradeciéndole que trajera un enano o pigmeo bailarín procedente de "la tierra de los espíritus". En la carta, el faraón le pide que lo lleve a la corte de Menfis rápida y cuidadosamente:

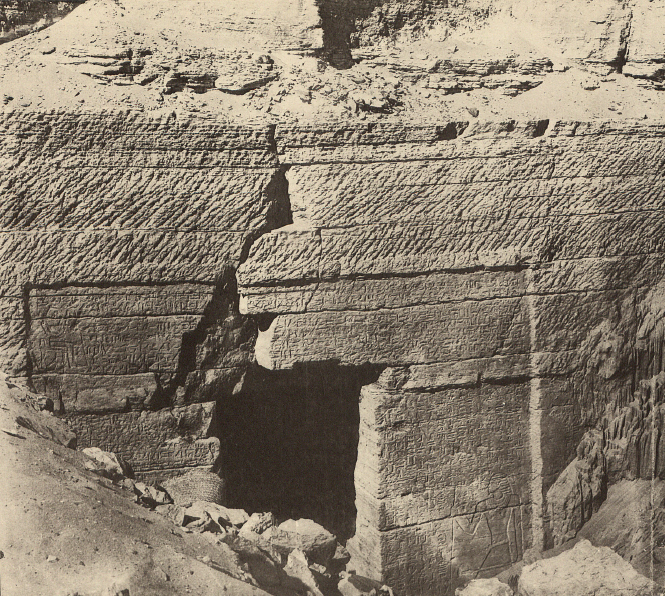
Entrada a la tumba de Hirjuf en 1892.

Cuando baje contigo por el río, nombra a personas excelentes que estarán a su lado en cada sitio del buque; tened cuidado para que no caiga al agua. Cuando duerma por la noche, nombra a personas excelentes, que deberán dormir junto a él en su tienda, inspeccionando diez veces por noche.

## Tumba
Se construyó una tumba en la necrópolis de Qubbet el-Hawa, la numerada como 34n, descubierta e investigada en 1892 por Ernesto Schiaparelli. Excavada en la roca, tiene a la entrada una sala con pilares de unos 25 metros cuadrados en la que grabó un relato detallado de su vida, viajes y títulos, así como la misiva de Pepi II enviada tras su cuarto viaje. 